# Baseball na Letnich Igrzyskach Olimpijskich 1936
Wyniki turnieju baseballowego na Letnich IO w 1936 w Berlinie. Baseball na tych igrzyskach był sportem pokazowym.
Grały 2 drużyny amerykańskie: "Mistrzowie Świata" i "Amerykańscy olimpijczycy". Wygrała drużyna "Mistrzów Świata".

## Wynik
- "Mistrzowie Świata" —  "Amerykańscy olimpijczycy" 6:5